# La Vengeresse
 (juillet 2020).
Si vous disposez d'ouvrages ou d'articles de référence ou si vous connaissez des sites web de qualité traitant du thème abordé ici, merci de compléter l'article en donnant les références utiles à sa vérifiabilité et en les liant à la section « Notes et références ».
La Vengeresse (Revengeance en version originale) est un long métrage d'animation américain coréalisé par Bill Plympton et Jim Lujan qui a également écrit, composé et doublé plusieurs personnages du film. Le film, réalisé en 2016, est sorti en 2019.
Bill Plympton a dessiné seul l'ensemble du film au Sharpie sur papier. 

## Synopsis
Rod Rosse, « The One Man Posse », est un chasseur de primes bon marché. Il est embauché avec plusieurs de ses confrères par l'ancien catcheur et motard « Deathface » devenu sénateur pour retrouver l'adolescente qui lui a dérobé une marchandise qui pourrait mettre en péril sa carrière politique.

## Fiche technique
Genre :  Animation, comédie noire